# Amilale Esaroma
Amilale Esaroma (24 luglio 1985) è un calciatore samoano, di ruolo attaccante.

## Carriera

### Nazionale
Ha debuttato in Nazionale il 1º giugno 2012, in Samoa-Tahiti (1-10). Ha partecipato, con la Nazionale, alla Coppa delle nazioni oceaniane 2012. Ha collezionato in totale, con la maglia della Nazionale, tre presenze.